# Puchar Zdobywców Pucharów (1987/1988)
XXVIII Puchar Europy Zdobywców Pucharów 1987/1988

(ang. European Cup Winners’ Cup)

## 1/32 finału
| AEL Limassol – DAC Dunajská Streda 0:1 i 1:5 1 23.08 1987 0:1 Majoroš 67 2 27.08 1987 0:1 Mičinec 5, 0:2 Medgyes 20, 0:3 Pavlik 27, 0:4 Mičinec 39, 1:4 Aristotelous 69, 1:5 Majoroš 86 |

## 1/16 finału
| KF Vllaznia – Sliema Wanderers 2:0 i 4:0 1 13.09 1987 1:0 Bushali 53, 2:0 Sera 66 2 29.09 1987 1:0 Navarro 15s, 2:0 Vukatana 59, 3:0 Pragami 70, 4:0 Lacio 83                                                                |
| KV Mechelen – Dinamo Bukareszt 1:0 i 2:0 1 16.09 1987 1:0 den Boer 49 2 30.09 1987 1:0 Hofkens 40, 2:0 den Boer 71 |
| Witosza Sofia – OFI Kreta 1:0 i 1:3 1 16.09 1987 1:0 Sirakow 81k 2 30.09 1987 0:1 Tsimbos 25, 0:2 Marinakis 48, 0:3 Haralambidis 69, 1:3 Kurdow 71                                                                           |
| Aalborg BK – Hajduk Split 1:0 i 0:1 (dog), karne 2:4 1 16.09 1987 1:0 Boye 63 2 30.09 1987 0:1 Asanović 43 |
| St. Mirren F.C. – Tromsø IL 1:0 i 0:0 1 16.09 1987 1:0 McDowell 3 2 30.09 1987 |
| Real Sociedad – Śląsk Wrocław 0:0 i 2:0 1 16.09 1987 (mecz w Bilbao) 2 30.09 1987 1:0 Loren 75, 2:0 A. Beguiristain 82 |
| Rovaniemen Palloseura – Glentoran F.C. 0:0 i 1:1 1 16.09 1987 2 28.09 1987 1:0 Kallio 63, 1:1 Caskey 65 |
| Merthyr Tydfil – Atalanta BC 2:1 i 0:2 1 16.09 1987 1:0 Rogers 34, 1:1 Drogua 41, 2:1 Williams 82 2 30.09 1987 0:1 Garlini 18, 0:2 Cantarulti 35                                                                             |
| Újpest – FC Den Haag 1:0 i 1:3 1 16.09 1987 1:0 Heredi 32k 2 30.09 1987 0:1 Boere 22, 0:2 Boere 24, 0:3 Varga 82s, 1:3 Rostas 89                                                                                             |
| Íþróttabandalag Akraness – Kalmar FF 0:0 i 0:1 (dog) 1 15.09 1987 2 30.09 1987 0:1 Alexandersson 102 |
| Avenir Beggen – Hamburger SV 0:5 i 0:3 1 15.09 1987 0:1 Labbadia 9, 0:2 Laubinger 44, 0:3 Okoński 58, 0:4 Labbadia 70, 0:5 Dittmer 83 2 30.09 1987 0:1 Kroth 9, 0:2 Kaltz 72, 0:3 Labbadia 82                                |
| AFC Ajax – Dundalk F.C. 4:0 i 2:0 1 16.09 1987 1:0 Rijkaard 65, 2:0 Blind 73, 3:0 Winter 81, 4:0 Slapleton 85 2 30.09 1987 1:0 Newe 71s, 2:0 Meyer 86                                                                        |
| Sporting CP – FC Swarovski Tirol 4:0 i 2:4 1 16.09 1987 1:0 Sealy 7, 2:0 Cascavel 24k, 3:0 Sealy 41, 4:0 Cascavel 85 2 30.09 1987 0:1 Marko 9, 0:2 Röscher 53, 1:2 Sealy 59, 2:2 Cascavel 68, 2:3 Pezzey 69, 2:4 Linzmayr 84 |
| DAC Dunajská Streda – BSC Young Boys 2:1 i 1:3 1 16.09 1987 1:0 Mičinec 9, 1:1 Zuffi 22, 2:1 Kaspar 37 2 30.09 1987 0:1 Zuffi 64, 0:2 Weber 67, 1:2 Majorca 78, 1:3 Maissen 89                                               |
| Dynama Mińsk – Gençlerbirliği SK 2:0 i 2:1 1 16.09 1987 1:0 Zygmantowicz 82, 2:0 Metin 88s 2 30.09 1987 0:1 Tuncay 29, 1:1 Derkacz 69, 2:1 Kondratiew 84                                                                     |
| Lokomotive Lipsk – Olympique Marsylia 0:0 i 0:1 1 16.09 1987 2 30.09 1987 0:1 K. Allofs 8 |

## 1/8 finału
| KF Vllaznia – Rovaniemen Palloseura 0:1 i 0:1 1 21.10 1987 0:1 Pjak 27 2 03.11 1987 0:1 Polack 47 |
| KV Mechelen – St. Mirren F.C. 0:0 i 2:0 1 21.10 1987 2 03.11 1987 1:0 Ohana 33, 2:0 Ohana 49 |
| Real Sociedad – Dynama Mińsk 1:1 i 0:0 1 21.10 1987 0:1 Kondratiew 5, 1:1 Gajate 66 2 03.11 1987 |
| Olympique Marsylia – Hajduk Split 4:0 i 3:0vo 1 22.10 1987 1:0 Papin 31, 2:0 Diallo 47, 3:0 K. Allofs 68, 4:0 Giresse 88 2 05.11 1987 0:1 Asanović 19k, 0:2 Bursać 83 drugi mecz, zakończony wynikiem 2:0 dla Hajduka, przerwany został na 15 minut z powodu petardy rzuconej z trybun – z powodu zamieszek na trybunach zweryfikowany został później na walkower 3:0 dla Olympique |
| OFI Kreta – Atalanta BC 1:0 i 0:2 1 21.10 1987 1:0 Persias 17 (mecz w Salonikach) 2 03.11 1987 0:1 Nicolini 22, 0:2 Garlini 68 |
| FC Den Haag – BSC Young Boys 2:1 i 0:1 1 21.10 1987 1:0 de Roode 3, 1:1 Zuffi 62, 2:1 Boere 71 2 03.11 1987 0:1 Fimian 68 |
| Hamburger SV – AFC Ajax 0:1 i 0:2 1 21.10 1987 0:1 Meyer 52 2 03.11 1987 0:1 A. Mühren 12, 0:2 Meyer 82 |
| Kalmar FF – Sporting CP 1:0 i 0:5 1 21.10 1987 1:0 Arvidsson 83 2 03.11 1987 0:1 Cascavel 34, 0:2 Cascavel 54, 0:3 Cascavel 57, 0:4 Sealy 62, 0:5 Duilio 74 |

## 1/4 finału
| KV Mechelen – Dynama Mińsk 1:0 i 1:1 1 01.03 1988 1:0 de Wilde 86 2 15.03 1988 1:0 Ohana 29, 1:1 Kisten 59                                                 |
| Rovaniemen Palloseura – Olympique Marsylia 0:1 i 0:3 1 01.03 1988 0:1 Papin 27 (mecz w Lecce) 2 15.03 1988 0:1 Genghini 18, 0:2 K.Allofs 22, 0:3 Papin 77k |
| Atalanta BC – Sporting CP 2:0 i 1:1 1 01.03 1988 1:0 Nicolini 44k, 2:0 Cantarutti 79 2 15.03 1988 0:1 Houtman 67, 1:1 Cantarutti 82                        |
| BSC Young Boys – AFC Ajax 0:1 i 0:1 1 09.03 1988 0:1 Bosman 44 2 16.03 1988 0:1 Larsson 39                                                                 |

## 1/2 finału
| KV Mechelen – Atalanta BC 2:1 i 2:1 1 06.04 1988 1:0 Ghana 7, 1:1 Strömberg 11, 2:1 den Boer 82 2 20.04 1988 0:1 Garlini 39k, 1:1 Rutjes 56, 2:1 Emmers 79                |
| Olympique Marsylia – AFC Ajax 0:3 i 2:1 1 06.04 1988 0:1 Rob Witschge 12, 0:2 Rob Witschge 42, 0:3 Bergkamp 89 2 20.04 1988 0:1 Larsson 23, 1:1 Papin 67, 2:1 K.Allofs 90 |

## Finał
| 11 maja 1988 Strasburg Stade de la Meinau (39 466) KV Mechelen – AFC Ajax 1:0 (0:0) Sędzia: Dieter Pauly (Niemcy) Bramki: 1:0 Piet den Boer 53 Żółte kartki: Koen Sanders, Piet den Boer / – Czerwone kartki: – / Danny Blind 16 Yellow – Red Koninklijke Voetbalclub Mechelen (trener Aad de Mos): Michel Preud’homme – Leo Clijsters (kapitan), Koen Sanders, Graeme Rutjes, Geert Deferm, Wim Hofkens (73 Paul Theunis), Marc Emmers, Erwin Koeman, Pascal de Wilde (60 Paul Demesmaeker), Piet den Boer, Eli Ohana Amsterdamsche Football Club Ajax (trener Barry Hulshoff): Stanley Menzo – Danny Blind, Jan Wouters, Peter Larsson, Frank Verlaat (73 Henny Meijer), Johnny Van 't Schip (57 Dennis Bergkamp), Aron Winter, Arnold Mühren (kapitan), Arnold Scholten, John Bosman, Rob Witschge |